# Света Параскева (Яш)
Вижте пояснителната страница за други значения на Света Параскева.
„Света Параскева, Сретение Господне и свети Георги“ (на румънски: Catedrala Mitropolitană din Iaşi) е православна църква в град Яш, Румъния, катедрала на Молдавската и Буковинска митрополия на Румънската православна църква. Тя е най-големият православен храм в Румъния. Формата на сградата е вдъхновена от италианския ренесансов стил, а в интериорната и екстериорната украса доминира барокът. Катедралата е част от културно-историческите паметници на Румъния.

## История
На мястото на сградата преди това е била построена Бяла църква от 15 век, както и „Сретение Господне“, построена през 17 век. На 8 август 1826 г. принц Йоан Стурдза подписва указ, поръчвайки строежа на катедралата.
Митрополит Вениамин Костаке полага основите на 3 юли 1833 г. и ръководи строителството в ранните години от службата си. Работата започва през 1833 г. по проект в неокласически стил на виенските архитекти Густав Фрейвалд (Gustav Freywald) и Бухер (Bucher). Градежът продължава с бързи темпове до 1841 г. под надзора на руския архитект Михаил Сингуров.
През 1839 г. на голямата централна арка се появяват сериозни пукнатини и тя се срутва на 23 май 1857 г., помитайки със себе си и вътрешните ѝ колони. Използвани са разни методи за укрепването ѝ (например през 1840 г. арх. Михаил Сунгаров сменя тухления таван с дървен), но сградата остава недовършена в продължение на 2 десетилетия.
По настояване на митрополит Йосиф Наниеску (1875 – 1902) новата независима румънска държава решава да започне работата по възстановяването на катедралата. .
Нов крайъгълен камък при строежа на зданието е положен на 15 април 1880 г. от архитект Александру Ореску, ректор на Университета на Букурещ. Той проектира нови планове за промяна на църквата, които добавят два реда масивни пиластри към интериора, създавайки базилика с правоъгълна форма, с централен главен кораб и две по-малки странични по-малки ниши. Запазват се четири самостоятелни странични кули, но големия централен купол е премахнат и заменен със система от четири полукръгли секции, разделени от напречни арки.. Георги Татареску изрисува иконите и декоративни елементи в стил, който зачита православните норми, но също така показва влияние на Възраждането. Четирите библейски сцени над централния кораб, лицата на светиите и декоративните композиции показват италианска неокласическа строгост, към които художникът е бил изложен по време на следването си в римската Академия ди Сан Лука. Така се постига хармония между картина и архитектурен стил. Витражите са направени в Мюнхен и по заповед на митрополит Юстиниан Марина подновени след Втората световна война.
В катедралата се съхраняват 2 ценни икони от XVI век, които изобразяват Христос Пантократор и Богородица с Mладенеца. Източната фасада има 6 колони върху висока каменна основа, над която е високият барелеф на „Сретение Господне“. Западната фасада разполага с 8 колони, разделени от входа на сградата, над която има извита мозайка, изобразяваща също „Сретение Господне“. По-горе е изобразен върху каменна резба свети Георги Победоносец. Покривът е украсен с декоративни цинкови цветя и стилизирани кръстове, които красят едновременно покрива и четирите кули.
Катедралата е осветена на 23 април 1887 г. в присъствието на крал Карол I и кралица Елизабет, които дарили големи суми за проекта. През 1889 г. мощите на Света Петка Параскева, покровител на България, Молдова били дарени от близкия манастир Три Спасители, които продължават да привличат тълпи от поклонници, особено на нейния празник – 14 октомври (Петковден). Те са разположени от дясната страна на вестибюла, както и тези на Венямин Костаке.

## Галерия
- Западна фасада
- Детайл от мозайката „Сретение Господне“
- Почит към мощите на света Петка Българска
- Мозайка с фигурата на света Параскева
- Интериор
- Катедралата преди 1855 г.